# 北領地
北领地（英語：Northern Territory，缩写为），別稱北部地方、北澳，澳大利亚的一个自治领地，位于大陆北部的中央，北为帝汶海、阿拉弗拉海以及卡奔塔利亚湾，西壤西澳州，南接南澳州，东臨昆士兰州，面積约为1,420,968平方公里，约占澳大利亚大陆总面积的17.5%，海岸线长约6,200千米，總人口24萬餘（2007年）。首府达尔文，舊稱帕馬斯頓（Palmerston）；1911年改名為達爾文，是澳大利亚北部的優良港口之一，人口有145,916（2016）。

## 政治
北領地最初屬於新南威尔士州；1863年劃為南澳的一部分；1911年轉由聯邦直轄。二次大戰期間，曾受日本轟炸，後來聯軍即以達爾文為基地往北反攻。1978年，北領地取得自治權。1998年北领地全民公决否决了升格為「州」的提议，以后此议题虽时有提起，但至今没有再度付诸公投。2015年澳大利亚政府会议（即联邦政府、各州政府及自治领地政府）一致同意谋求在2018年7月1日之前让北领地成为一州。但2019年之后此动议被澳洲议会搁置。
北领地议会与其他州的议会相似，但由于属于联邦领地，权力由联邦议会通过权力下放赋予，而不是通过任何宪法权利来行使权力。因此联邦政府保留为该领土立法的权利，包括推翻立法议会通过的立法的权力。澳洲政府派驻一名行政官代表联邦政府，他的角色与其他州的州總督相似，而当地议会选举的首席部长负责日常执政。

## 經濟
北領地人口稀少，屬炎熱地區，因此經濟以畜牧業、礦業、旅遊業和政府服務業為主。1990年代後，因北領地屬偏遠地區，澳大利亚政府為提升當地工商業和政府部門的營運績效，在此投下鉅額經費用於「知識經濟建設」，使得北領地的經濟型態進入一個嶄新的階段，目前達爾文為澳洲最現代化的城市之一。

## 环境
達爾文的所在地區自然生態保護得很好；由於是澳大利亚北部的補給及船運中心，二次大戰期間為軍事基地，因此在1942年間曾遭日本猛烈的轟炸，後經大規模重建，1959年升格為市。區內的主要城鎮還有愛麗斯泉（位於北領地之南的沙漠中，距南澳海岸1,500公里）。

### 都会区
| 排名 | 都会区名稱   | 2016人口 |
| ---- | ------------ | -------- |
| 1    | 达尔文 SUA   | 123,574  |
| 2    | 愛麗斯泉 SUA | 24,753   |